# Aam (buurtschap)
Aam is een buurtschap in de Nederlandse gemeente Overbetuwe, gelegen in de provincie Gelderland. Het ligt ten oosten van het dorp Elst aan de A325.
In Aam lag mogelijk het middeleeuwse kasteel Ambe.